# Primi ministri della Bielorussia
I Primi ministri della Bielorussia, a partire dal 1921, sono i seguenti:

## Repubblica Socialista Sovietica Bielorussa
| Presidente (nascita-morte)                                 | Presidente (nascita-morte)          | Mandato           | Mandato           | Partito                                          |
| Presidente (nascita-morte)                                 | Presidente (nascita-morte)          | Inizio            | Fine              | Partito                                          |
| ---------------------------------------------------------- | ----------------------------------- | ----------------- | ----------------- | ------------------------------------------------ |
|                                                            | Aleksandr Červjakov (1892-1937)     | 1 agosto 1920     | 17 marzo 1924     | Partito comunista russo (bolscevico)             |
|                                                            | Iosif Adamovič (1897-1937)          | 17 marzo 1924     | 7 maggio 1927     | Partito comunista di tutta l'Unione (bolscevico) |
|                                                            | Nikolaj Goloded (1894-1937)         | 7 maggio 1927     | 30 maggio 1937    | Partito comunista di tutta l'Unione (bolscevico) |
|                                                            | Danil Volkovič (1900-1937 o 1943)   | 30 maggio 1937    | 8 settembre 1937  | Partito comunista di tutta l'Unione (bolscevico) |
|                                                            | Afanasij Kovalëv (1903-1993)        | 10 settembre 1937 | 28 luglio 1938    | Partito comunista di tutta l'Unione (bolscevico) |
|                                                            | Kuz'ma Kiselëv (1903-1977)          | 28 luglio 1938    | 28 giugno 1940    | Partito comunista di tutta l'Unione (bolscevico) |
|                                                            | Ivan Bylinskij (1903-1976)          | 28 giugno 1940    | 7 febbraio 1944   | Partito comunista di tutta l'Unione (bolscevico) |
|                                                            | Pantelejmon Ponomarenko (1902-1984) | 7 febbraio 1944   | 1946              | Partito comunista di tutta l'Unione (bolscevico) |
| Presidenti del consiglio dei Ministri della RSS Bielorussa |                                     |                   |                   |                                                  |
|                                                            | Pantelejmon Ponomarenko (1902-1983) | 1946              | 15 marzo 1948     | Partito comunista di tutta l'Unione (bolscevico) |
|                                                            | Aleksej Kleščëv (1905-1968)         | 15 marzo 1948     | 25 giugno 1953    | Partito Comunista dell'Unione Sovietica          |
|                                                            | Kirill Mazurov (1914-1989)          | 25 giugno 1953    | 28 luglio 1956    | Partito Comunista dell'Unione Sovietica          |
|                                                            | Nikolaj Avchimovič (1907-1996)      | 28 luglio 1956    | 9 aprile 1959     | Partito Comunista dell'Unione Sovietica          |
|                                                            | Tichon Kiselëv (1917-1983)          | 9 aprile 1959     | 11 dicembre 1978  | Partito Comunista dell'Unione Sovietica          |
|                                                            | Aleksandr Aksënov (1924-2009)       | 11 dicembre 1978  | 8 luglio 1983     | Partito Comunista dell'Unione Sovietica          |
|                                                            | Vladimir Brovikov (1931-1992)       | 8 luglio 1983     | 10 gennaio 1986   | Partito Comunista dell'Unione Sovietica          |
|                                                            | Michail Kovarëv (1925-2007)         | 10 gennaio 1986   | 7 aprile 1990     | Partito Comunista dell'Unione Sovietica          |
|                                                            | Vjačeslav Kebič (1936-2020)         | 7 aprile 1990     | 19 settembre 1991 | Partito Comunista dell'Unione Sovietica          |

## Repubblica di Bielorussia
| Primo ministro (nascita-morte) | Primo ministro (nascita-morte) | Mandato           | Mandato          | Partito              | Presidente della Repubblica                           |
| Primo ministro (nascita-morte) | Primo ministro (nascita-morte) | Inizio            | Fine             | Partito              | Presidente della Repubblica                           |
| ------------------------------ | ------------------------------ | ----------------- | ---------------- | -------------------- | ----------------------------------------------------- |
|                                | Vjačaslaŭ Kebič (1936-2020)    | 19 settembre 1991 | 21 luglio 1994   | Partito Comunista    | Stanislaŭ Šuškevič Mečyslaǔ Hryb Aljaksandr Lukašėnka |
|                                | Michail Čyhir (1948)           | 21 luglio 1994    | 18 novembre 1996 | Partito Civile Unito | Aljaksandr Lukašėnka                                  |
|                                | Siarhiej Linh (1937)           | 18 novembre 1996  | 18 febbraio 2000 | Partito Comunista    | Aljaksandr Lukašėnka                                  |
|                                | Uladzimir Jarmošyn (1942)      | 18 febbraio 2000  | 1 ottobre 2001   | Indipendente         | Aljaksandr Lukašėnka                                  |
|                                | Henadz' Navicki (1949)         | 1 ottobre 2001    | 11 luglio 2004   | Partito Comunista    | Aljaksandr Lukašėnka                                  |
|                                | Sjarhej Sidorski (1954)        | 11 luglio 2004    | 28 dicembre 2010 | Indipendente         | Aljaksandr Lukašėnka                                  |
|                                | Michail Mjasnikovič (1950)     | 28 dicembre 2010  | 27 dicembre 2014 | Partito Comunista    | Aljaksandr Lukašėnka                                  |
|                                | Andrėj Kabjakoŭ (1960)         | 27 dicembre 2014  | 18 agosto 2018   | Indipendente         | Aljaksandr Lukašėnka                                  |
|                                | Siarhiej Rumas (1969)          | 18 agosto 2018    | 4 giugno 2020    | Indipendente         | Aljaksandr Lukašėnka                                  |
|                                | Raman Haloŭčenka (1973)        | 4 giugno 2020     | 10 marzo 2025    | Indipendente         | Aljaksandr Lukašėnka                                  |
|                                | Aljaksandar Turčyn (1975)      | 10 marzo 2025     | in carica        | Indipendente         | Aljaksandr Lukašėnka                                  |